# 7377 Піцарелло
7377 Піцарелло (7377 Pizzarello) — астероїд головного поясу, відкритий 1 березня 1981 року.
Тіссеранів параметр щодо Юпітера — 3,625.